# Селище (Сарненський район)
Се́лище (до поч. XVII ст. — Вулька) — село у Вирівській сільській громаді Сарненського району Рівненської області України. Населення становить 1500 осіб.

## Історія
В XVI—XVIII столітті володіння руських бояр, шляхтичів Бабинських. На території села функціонувала рудня з видобутку кам'яної руди. Село входило до ключа Кам'яне. Після зруйнування Губківського замку московськими та шведськими військами — резиденція Йозефа Потоцького. В ХІХ столітті волосний центр Волинської губернії Російської імперії.
Станом на 1859 рік, Селище (Мале) було власницьким селом, тут діяла дерев'яна православна церква і винокурний завод, налічувалося 22 дворів та 173 жителів (86 чоловіків і 87 жінок), з них 165 православних, 6 римо-католиків і 2 євреїв.

## Населення
За переписом населення 2001 року в селі мешкали 1483 особи.

### Мова
Розподіл населення за рідною мовою за даними перепису 2001 року:
| Мова       | Відсоток |
| ---------- | -------- |
| українська | 98,93 %  |
| російська  | 0,80 %   |
| білоруська | 0,07 %   |
| циганська  | 0,07 %   |